# San Juan la Unión
San Juan la Unión är en ort i Mexiko.   Den ligger i kommunen San Lucas Zoquiápam och delstaten Oaxaca, i den sydöstra delen av landet, 280 km sydost om huvudstaden Mexico City. San Juan la Unión ligger 1 644 meter över havet och antalet invånare är 227.
Terrängen runt San Juan la Unión är bergig söderut, men norrut är den kuperad. Runt San Juan la Unión är det ganska tätbefolkat, med 75 invånare per kvadratkilometer. Närmaste större samhälle är Huautla de Jiménez, 5,8 km nordost om San Juan la Unión. I omgivningarna runt San Juan la Unión växer i huvudsak städsegrön lövskog.